# 장츄한
장츄한(중국어 간체자: 张楚寒, 정체자: 張楚寒, 병음: Zhāng Chǔhán, 한자음: 장초한, 영어: Bunny Zhang, 1996년 1월 19일 ~ )는 중국의 가수, 무용가 그리고 배우이다. 소속사는 장츄한 공작실이다. 팬덤명은 「당근 뿌리」 (萝卜须儿)이며, 상징색은 밀키화이트이다.  

## 내력
2016년 10월 24일, 걸 그룹 Hello Girls의 멤버로 데뷔하였다.
2018년 4월 21일, 동영상 사이트 플랫폼 텐센트 비디오에서 개최한 걸그룹 결성 프로젝트 서바이벌 프로그램 《창조 101》에 참가하였다. 최종 55위로 탈락하였다.
2020년 3월 12일, 동영상 사이트 플랫폼 아이치이에서 개최한 걸그룹 결성 프로젝트 서바이벌 프로그램 《청춘유니 시즌 2》에 참가하였다. 최종 27위로 탈락하였다. 8월 21일, 미니 1집 《Bunny》를 발매하여, 정식으로 솔로 가수로 데뷔하였다.

## 음악 작품

### 미니 앨범
| No  | 음반 | 트랙 리스트                                        | 각주 |
| 1st | 《Bunny》 - 포맷: CD · 디지털 다운로드 · 스트리밍 - 발매일: 2020년 8월 21일 - 언어: 중국어, 영어 - 레이블: 베이징 멍즈인 미디어 유한 공사(北京梦织音传媒有限公司) - 프로듀서: K.Chozen(NUMBER K) - 유형: 디지털 앨범 - 장르: C-POP | 트랙 리스트 1. Bunny 2. 그럴 필요 없는데(不可不必) |      |

### 싱글
| 발매일          | 싱글                                | 설명 | 각주 |
| 2020년 4월 21일 | 《다시 만날 때까지》 (直到再次相遇) | - 작사: 리마오양(李懋扬(T20)), 장츄한 - 작곡: 리마오양(李懋扬(T20)), SFM Crew - 편곡: 지췌이시(纪粹希(G-Tracy)) - 프로듀서: 리마오양(李懋扬(T20)) - 레이블：바이타이 문화(百态文化) |      |

### 참여 싱글
| 발매일          | 싱글                         | 설명                                | 각주          |
| 2020년 5월 13일 | 《고백 진행중》 (告白进行中) | - 작사, 작곡: 리마오양(李懋扬(T20)) | with 리마오양 |

## 영상 작품

### 드라마
| 방영일         | 방송사   | 프로그램 명칭                                      | 배역                         | 각주      |
| 2020년 3월 4일 | 망고TV   | 《수가적성신》 (手可摘星辰) (Love And The Emperor) | 입춘 (리춘) (立春)           | 조연      |
| 미정           | 아이치이 | 《명천야상견도니》 (明天也想见到你)                | 정료료 (딩랴오랴오) (丁了了) | 메인 주연 |

### 다큐멘터리
| 개봉일 | 제목            | 배역   | 각주 |
| 2018년 | 《여단》 (女团) | 참가자 |      |

### 프로그램
| 일시                      | 플랫폼        | 프로그램 명칭                         | 각주   |
| 2020년 4월 21일－6월 23일 | 텐센트 비디오 | 《창조 101》 (创造101)                | 참가자 |
| 2020년 3월 12일－5월 30일 | 아이치이      | 《청춘유니 시즌 2》 (青春有你 第二季) | 참가자 |

### 《창조 101》 참가 기록
| 목록 | 방영 일시 | 공연 곡 및 원곡자                     | 공연 설명           | 각주 |
| 1화  | 2018년    | 《벼 향기》 (稻香) / 주걸륜           | 소속사 평가 곡      |      |
| 1화  | 2018년    | 《최후의 전투》 (最后的战役) / 주걸륜 | 소속사 평가 곡      |      |
| 3화  | 2018년    | 《사랑해》 (爱你) / 왕신링            | 팀 배틀 평가 곡     |      |
| 5화  | 2018년    | 《Promise》 / 황쯔타오                | 포지션 배틀 평가 곡 |      |

### 《청춘유니 시즌 2》 참가 기록
| 목록 | 방영 일시 | 공연 곡 및 원곡자                                                             | 공연 설명       | 각주 |
| 2화  | 2020년    | 《비밀이야》 (是秘密啊) / 우주소녀                                            | 소속사 평가 곡  |      |
|      | 2020년    | 《무쌍꺼풀 소녀》 (单眼皮女孩) / 차이나 돌스                                  | 포지션 평가 곡  |      |
|      | 2020년    | 《R&B All Night》 / KnowKnow Higher Brothers                                  | 팀 배틀 평가 곡 |      |
|      | 2020년    | 《조금 달콤해》 (有点甜) / 왕수롱                                             | 리벤지 경연 곡  |      |
|      | 2020년    | 《똑똑》 (敲敲) / 린판, 린샤오쟈이, 모한, 쥬린위, 푸루챠오, 차이쥬오이와 함께 | 콘셉트 평가 곡  |      |
|      | 2020년    | 《맞추지 않아도 돼》 (不用去猜) / Jony J                                      | 멘토 합동 공연  |      |